# Tiền Việt Nam
Tiền Việt Nam được phát hành lần đầu vào giữa thế kỷ 10, thời kỳ nhà nước Đại Cồ Việt dưới sự trị vì của Đinh Tiên Hoàng. Thời phong kiến, gần như mỗi đời vua lại cho phát hành loại tiền mới. Nhiều khi, mỗi lần thay đổi niên hiệu, vua lại cho phát hành loại tiền mới. Suốt một thời gian dài, tiền kim loại là thứ tiền duy nhất và mô phỏng theo tiền kim loại của các triều đình Trung Quốc. Tiền giấy xuất hiện ở Việt Nam khá sớm so với thế giới, vào năm 1396
Nhiều đồng tiền cổ được một số tư liệu cho là có, nhưng chưa được khảo cổ học kiểm chứng. Một số khác sử liệu không hề nhắc đến, nhưng khảo cổ học lại phát hiện ra và sau đó được các nhà sử học xác minh thêm. Sử liệu cho thấy trong một số đời vua, trong một số niên hiệu, và một số thủ lĩnh tự xưng vua có phát hành tiền, nhưng không nói rõ tiền gì trong khi khảo cổ học cũng không tìm ra tiền nào cho các thời đó. Désiré Lacroix trong "Tiền cổ học An Nam, với sưu tập 40 hình vẽ" công bố năm 1900 nhắc đến một số đồng tiền cổ của Việt Nam và còn miêu tả hình thù, nhưng không đưa ra tài liệu lịch sử hay bằng chứng khảo cổ nào hỗ trợ.

## Khái quát về tiền cổ

### Hình thức tiền cổ
Mặt trước
Ngoại trừ tiền giấy phát hành dưới thời Hồ Quý Ly, tiền cổ của Việt Nam đều được đúc bằng kim loại dạng hình tròn với lỗ vuông ở chính giữa.
Mặt chính của đồng tiền có các chữ Hán mà ít nhất có hai chữ (vị trí 1 và 2) thường là niên hiệu của nhà vua và hai chữ sau (vị trí 3 và 4) dùng để chỉ loại tiền. Cũng có thể có loại tiền không có hai chữ này. Vị trí của bốn chữ đôi khi viết theo chiều thuận của kim đồng hồ và đôi khi viết theo kiểu chéo (Xem phần: "Tên gọi tiền cổ" bên dưới). 
Mặt trước của đồng tiền, viền tròn của rìa tiền và viền vuông của lỗ tiền thường được viền nổi để giảm bớt sự hao mòn của chữ đúc và việc mài dũa mặt tiền để lấy bớt chất đồng của kẻ gian.
Mặt sau
Mặt sau của tiền thường không có chữ, tuy nhiên một số nhỏ có chữ để chỉ một trong các ý nghĩa sau:
- Triều đại nhà vua, như chữ Đinh của tiền Thái Bình hưng bảo, chữ Lê của tiền Thiên Phúc Trấn Bảo của nhà Tiền Lê, chữ Trần của tiền Thiệu Phong thông bảo của vua Trần Dụ Tông.
- Hoặc năm phát hành của tiền, như Nhâm Tuất của tiền Cảnh Hưng Thông Bảo để chỉ tiền đúc trong năm Nhâm Tuất 1742, như chữ Tỵ của tiền Vĩnh Thịnh Thông Bảo để chỉ năm đúc Quý Tỵ 1713.
- Hoặc lòng yêu quý của vua như chữ Càn Vương, để chỉ Càn Vương Lý Nhật Trung là con vua Lý Thái Tông, trên tiền Thiên Cảm Thông Bảo của Lý Thái Tông.
- Hoặc nơi đúc đồng tiền như Hà Nội hoặc Sơn Tây trên tiền Tự Đức Thông bảo, như chữ Công cho Bộ Công - một trong 6 Bộ - trên tiền Quang Trung Thông Bảo
- Hoặc một chữ có ý nghĩa tốt đẹp như chữ Chính, để chỉ đến chính pháp công bằng, trên tiền Quang Trung Thông Bảo
- Hoặc mang những ký hiệu đặc biệt đánh dấu đợt tiền đúc, như 4 hình cong úp vào hay vểnh ra từ lỗ vuông của tiền Quang Trung Thông Bảo, như 1 dấu chấm và 1 dấu hình cong tượng trưng cho 2 chữ Nhật Nguyệt, tức chữ Minh, để tưởng nhớ nhà Minh, trên tiền Thái Bình Thông Bảo do Mạc Thiên Tứ đúc ở Hà Tiên
- Hoặc ghi trọng lượng của tiền như chữ Thất Phân trên tiền Gia Long Thông Bảo
- Hoặc ghi trị giá ấn định của tiền như chữ Lục Văn trên tiền Tự Đức Thông Bảo.

Kích thước và trọng lượng
Các đồng tiền cổ có đường kính trung bình từ 22mm- 24mm, những đồng lớn có đường kính 25 - 26mm (như tiền Thành Thái thông bảo) và những đồng nhỏ 18 - 20mm (như đồng Bảo Đại thông bảo).
Kích thước của lỗ vuông trung bình vào khoảng 5 mm, nhưng cũng có những đồng tiền có lỗ vuông to đến 7 mm như trường hợp tiền ngoại thương Trường Kỳ tiêu dùng ở Hội An vào thế kỷ 17. Chiều dày của tiền cổ thường vào khoảng 0,5mm, ngoại lệ tiền Đoan Khánh thông bảo của Lê Uy Mục dày đến 1 mm.
Đường kính và bề dày là hai yếu tố ảnh hưởng trực tiếp đến trọng lượng của đồng tiền. Những đồng tiền có kích thước và trọng lượng cân đối vừa đủ, không quá dày nặng sẽ dễ dàng trong việc tiêu dùng. Tiền quá nhẹ mỏng thì dễ gãy vỡ. Với kích thước trung bình như trên, trọng lượng khoảng 3,5 - 4 gram là vừa phải. Tiền Đoan Khánh Thông Bảo của Lê Uy Mục được coi là ngoại cỡ so với các đồng tiền khác, vừa dày vừa to, có đồng nặng đến 6,2 gram.

### Tên gọi tiền cổ
Hai chữ ở vị trí 1 và 2 trên đồng tiền thường là niên hiệu của vị vua cho đúc tiền. Hai chữ này do đó thường phản ánh thời gian tiền được đúc.
Các chữ thứ 3 và thứ 4 trên đồng tiền có ý nghĩa, nguồn gốc khác nhau, trong đó có những chữ noi theo cách gọi của tiền cổ do các triều đại Trung Quốc phát hành; hoặc do hoàn cảnh, sự kiện lịch sử đương thời; hoặc đơn giản chỉ là hàm ý nhấn mạnh giá trị đồng tiền:
- Thông bảo 通寶 là chữ thường thấy nhất trên các đồng tiền, nghĩa là đồng tiền lưu hành thông dụng. Hai chữ này xuất hiện đầu tiên trong tiền Khai Nguyên Thông Bảo do Đường Cao Tổ của Trung Quốc đúc năm 621 [2].
- Nguyên bảo 元寶: tiền mới đầu tiên
- Đại bảo 大寶: tiền có giá trị lớn

Ngoài những chữ trên hay được dùng, còn có những chữ khác đúc trên tiền cổ là:
- Vĩnh bảo 永寶: tiền lưu thông mãi mãi
- Chí bảo 至寶: tiền cao quý nhất. Đồng tiền đầu tiên dùng hai chữ "chí bảo" là tiền Gia Định Chí Bảo của Tống Ninh Tông (1208-1224).
- Chính bảo 正寶: tiền chính thống. Đồng tiền đầu tiên dùng hai chữ "chính bảo" là tiền Gia Định Chính Bảo của Tống Ninh Tông (1208-1224).
- Cự bảo 巨寶: tiền có giá trị to
- Trọng Bảo 重寶: Đồng tiền trọng yếu. Đồng tiền đầu tiên dùng hai chữ "trọng bảo" là tiền Càn Nguyên Trọng Bảo của Đường Túc Tông (758-759).
- Thuận Bảo 順寶: tiền của vua Lê Hiển Tông, kỷ niệm dịp chiếm đóng Thuận Hóa và lấy súng đồng của chúa Nguyễn ở Thuận Hoá mà đúc thành tiền...
- vv...

### Đơn vị và mệnh giá
Đơn vị đếm
Tiền kim loại cổ của Việt Nam cũng giống như tiền kim loại của Trung Quốc đương thời có hình tròn có lỗ ở giữa để xỏ dây qua. Tiền kim loại khi dùng đơn độc thì gọi là văn (文). Khi cần dùng nhiều văn thì người ta thường luồn một sợi dây (gọi là "cưỡng" 繦, "mân" 緡, "quán" 貫) qua cái lỗ trên văn tạo thành dây tiền. "Cưỡng", "mân", "quán" được dẫn thân làm đơn vị tính toán tiền. Số văn tương ứng với "cưỡng", "mân", "quán" giữa các triều đại là không giống nhau. "Bách" 佰 là dạng viết đại tả của chữ "bách" 百 có nghĩa là một trăm ban đầu được dùng để chỉ 100 văn nhưng về sau thì một bách không nhất định là bằng 100 văn. 
- Năm Kiến Trung (建中) thứ 2 (Tây lịch năm 1266) vua Trần Thái Tông (陳太宗) hạ chiếu cho dân gian dùng "sảnh bách" (省陌), mỗi bách là 69 văn. Tiền nộp cho nhà nước (上供錢 thượng cung tiền) thì mỗi bách là 70 văn.
- Đời nhà Nguyên, người Việt mua bán ở biên giới Trung Quốc thì dùng đơn vị 1 mân bằng 67 văn.
- Năm Thuận Thiên nguyên niên (順天元年, Tây lịch năm 1428), triều Lê cho đúc tiền Thuận Thiên thông bảo (順天通寶), quy định 50 văn là một bách.
- Năm Thiệu Bình (紹平) thứ 6 (Tây lịch năm 1439), Lê Thái Tông (黎太宗) hạ chiếu quy định 60 văn là một bách.
- Thời Nam Bắc triều, chiến tranh đã khiến đồng tiền được đúc nhỏ dần so với những đồng tiền cổ đời trước. Tiền nhỏ bấy giờ gọi là sử tiền (使錢) biệt xưng là "tiền nhàn" (閒錢 nhàn tiền), còn tiền cổ to gọi là cổ tiền (古錢), biệt xưng là "tiền quý" (貴錢 quý tiền). Mỗi bách sử tiền là 36 văn, mỗi bách cổ tiền là 60 văn. Mười bách là một quán (貫). Một quán sử tiền (10 bách sử tiền) bằng 6 bách cổ tiền, tức là bằng 360 văn. Một quán cổ tiền (10 bách cổ tiền) bằng 1 quán 6 bách 24 văn sử tiền, tức là bằng 600 văn.
- Đơn vị tiền tệ ở Đại Việt thay đổi khi tiền kẽm bắt đầu xuất hiện vào thế kỷ 18 bởi nhiều lý do [3] Một văn tiền đồng ăn 3 văn tiền kẽm.
- Khi vua Gia Long thành lập nhà Nguyễn, đã cho đúc cả hai thứ tiền đồng và tiền kẽm. Giá trị tiền kẽm lúc ban đầu không khác biệt tiền đồng, nhưng dần dần tiền đồng ăn 2 tiền kẽm, rồi 3, rồi 6, cho đến đời vua Thành Thái, tiền Thành Thái Thông Bảo Thập Văn ăn ngang 10 tiền kẽm.[4].

Hiện nay các đơn vị hoá tệ này thường bị gọi bằng các đơn vị hoá tệ thông dụng ở Việt Nam thời cận hiện đại, cụ thể "văn" bị gọi là "đồng", "bách" gọi là "tiền", "cưỡng", "mân", "quán" gọi là "quan" (biến âm của "quán" 貫).
Từ thời Pháp thuộc, ở Việt Nam bắt đầu xuất hiện các đơn vị đếm là hào (毫), xu (sou), trinh, cắc (đọc chệch âm chữ "giác" 角), đồng [biến chữ "đồng" trong "đồng tiền" 銅錢 (tiền làm bằng đồng) từ tên gọi của một thứ kim loài trở thành lượng từ dùng để đo đếm tiền nong]. Tiền Việt Nam kể từ sau khi đất nước giành độc lập có các đơn vị đếm là đồng, hào và xu. Một đồng bằng mười hào. Một hào bằng mười xu. Hiện nay, tiền giấy và tiền kim loại chỉ được phát hành với một đơn vị đếm duy nhất là đồng.
Mệnh giá
Tiền cổ thường chỉ có một mệnh giá, đó là 1 văn. Một bách là một xâu tiền 1 văn. Và một mân thường là mười xâu một bách. Tiền giấy do nhà Hồ có nhiều mệnh giá khác nhau. Mệnh giá lớn nhất là 10 văn. Mệnh giá nhỏ nhất là 1 văn. Tiền kim loại từ thời nhà Nguyễn cũng bắt đầu có các mệnh giá khác nhau. Tiền Việt Nam hiện nay còn lưu hành loại có mệnh giá thấp nhất là 200 đồng, loại có mệnh giá cao nhất là 500.000 đồng (tiền polymer).

### Chất liệu
Tiền cổ Việt Nam có nhiều loại:
- Đồng tiền (銅錢, có nghĩa là tiền đồng): là kim loại thông dụng nhất dùng đúc hầu hết tiền cổ của Việt Nam. Đây là một hợp kim của đồng gồm thêm kền, sắt, thiếc mà thành phần rất thay đổi bởi kỹ thuật luyện kim thời xa xưa chưa được tiêu chuẩn hóa. Tác giả Tạ Chí Đại Trường đã trích dẫn một bảng kết quả phân tích thành phần hóa học của tiền Trị Bình Nguyên Bảo gồm 63,6% đồng, 21% chì, 0,14% thiếc và 0,27% sắt[5]. Đến thời nhà Nguyễn, nhờ kiến thức phát triển hơn, đồng dùng đúc tiền chỉ gồm đồng và kẽm theo tỷ lệ 6/4, 7/3 hay 8/2.[6]
- Tiền đúc bằng kẽm: kẽm là kim loại thông dụng thứ nhì sau đồng được dùng để đúc tiền, nhất là từ thế kỷ 17 trở về sau. Như hợp kim đúc tiền đồng, người ta sử dụng những tạp chất có thành phần kẽm khá cao, gọi chung là ô diên mà đúc tiền. Lacroix Désiré dẫn từ Agenda du chimiste của Ad Wurtz cho thấy thứ kẽm tạp này chứa 55% đồng, 23% kền, 17% kẽm, 3% sắt và 2% thiếc.[7] Tương tự tiền đồng, triều đình nhà Nguyễn cũng biết tinh luyện kẽm hoặc mua kẽm nguyên chất từ nước ngoài mà đúc tiền.
- Duyên tiền (鉛錢, tiền đúc bằng chì): chì là kim loại mềm được pha thêm kim loại khác để có một hợp kim đúc tiền chì. Loại tiền có lượng chì cao khá mềm, đặt nhẹ giữa hai ngón tay, ấn nhẹ là đồng tiền có thể bị bẻ cong. Hiện nay, hơn 400 mẫu tiền chì Việt Nam đã được nhận diện nhưng nguồn gốc của thứ tiền này vẫn còn là một nghi vấn chưa được giải đáp thỏa đáng.
- Thiết tiền (鐵錢, tiền sắt): Theo Đại Việt Sử ký Toàn thư, khi Mạc Đăng Dung lấy ngôi vua của nhà Hậu Lê, sử thần cho rằng nhà Mạc không được lòng trời nên đúc tiền đồng không thành mà phải đúc tiền sắt để tiêu dùng. Đó là lần đầu tiên tiền sắt được nhắc đến. Tuy vậy, di chỉ khảo cổ hiện đại cho thấy không có tiền sắt Minh Đức Thông Bảo của nhà Mạc, mà chỉ thấy tiền đồng. Và trong tiền cổ Việt Nam có một số mẫu tiền đồng nhưng lại rỉ sét đỏ khá bất thường của sắt, nhất là tiền Hồng Đức Thông Bảo và Minh Đức Thông Bảo. Các nhà nghiên cứu đặt giả thiết, có thể vào lúc đó, hợp kim đồng có chứa nhiều sắt hơn lúc bình thường được sử dụng, vì ngẫu nhiên hoặc vì cho dễ đúc, chứ không có loại tiền sắt.
- Tiền đúc bằng vàng: Thường là tiền dùng để ban thưởng của vua
- Ngân tiền (銀錢, tiền bạc): Thường là tiền dùng để ban thưởng của vua
- Sáo (鈔, tiền giấy): của nhà Hồ phát hành

## Tiền cổ các triều đại Việt Nam
Khi lên làm vua, Đinh Tiên Hoàng đặt niên hiệu là Thái Bình và cho đúc tiền Thái Bình hưng bảo bằng đồng. Đây là tiền duy nhất được phát hành trong thời nhà Đinh, vì cho dù sau này có sự thay đổi ngôi vua trong họ Đinh nhưng không có sự thay đổi niên hiệu. Hiện các nhà sử học và khảo cổ học chưa được xác định chính xác thời điểm xuất hiện tiền này.
Khảo cổ học cho thấy Thái Bình hưng bảo có ba loạt khác nhau. Cả ba loạt đều có lỗ hình vuông ở giữa và có đường kính không đều nhưng bình quân khoảng 22 mm. Cả ba loạt đều có mặt trước ghi chữ Thái Bình hưng bảo bằng chữ Hán. Có một loạt thay vì chữ Thái lại là chữ Đại. Hiện chưa rõ: do lâu ngày đồng tiền đó bị hỏng nên mất một chấm, hay đó thực sự là chữ Đại nhưng được đọc là Thái. Về mặt sau, thường có chữ Đinh (họ của vua) đúc nổi; nhưng có một loạt không có chữ gì.
Sử liệu cũ của Việt Nam không đề cập đến việc nhà Đinh có đúc tiền. Tuy nhiên, sử liệu cũ của Trung Quốc thì có nhắc đến và dựa vào đó Bành Tín Uy viết rằng năm 970 Đinh Bộ Lĩnh ở Việt Nam đúc tiền Thái Bình hưng bảo. Theo Đỗ Văn Ninh, việc sử liệu cũ của Việt Nam không nhắc đến việc này có thể là do nền kinh tế tiền tệ thời nhà Đinh còn mới manh nha, tiền không thực sử được sử dụng nhiều, trao đổi hàng hóa là chính, lương bổng và thuế má đều bằng hiện vật.

### Tiền nhà Tiền Lê
Nhà Tiền Lê khởi đầu từ Lê Hoàn. Khi cai trị, Lê Hoàn đã dùng ba niên hiệu, song chỉ đúc duy nhất tiền Thiên Phúc trấn bảo, lấy tên theo niên hiệu đầu tiên. Các vua tiền Lê sau không cho đúc tiền.
Sử liệu cũ của Việt Nam là Đại Việt sử ký toàn thư và Việt sử thông giám cương mục đều có nhắc đến việc tiền Thiên Phúc được đúc từ mùa xuân năm 984. Điều này cho thấy: thứ nhất, bốn năm đầu khi lên làm vua nhà Lê vẫn dùng tiền do nhà Đinh phát hành; thứ hai, tiền đã được sử dụng nhiều hơn.
Khảo cổ học cho thấy Thiên Phúc trấn bảo có ba loạt đều có hình thù giống tiền của nhà Đinh. Một loạt mặt trước có bốn chữ Thiên Phúc trấn bảo và mặt sau có chữ Lê (họ của vua), một loạt mặt trước giống như loạt trên nhưng mặt sau lại không có chữ gì, và một loạt nữa mặt sau có chữ Lê nhưng mặt trước lại không có chữ gì. Theo Đỗ Văn Ninh, sở dĩ có sự khác nhau như vậy có thể là vì trong quá trình đúc tiền, xưởng đúc đã ráp nhầm hai mặt của các khuôn đúc.

### Tiền nhà Lý
Thuận Thiên đại bảo (1010-1028)

Thuận Thiên đại bảo

Đây là tiền kim loại được giới nghiên cứu tiền cổ ở Việt Nam cho là của Lý Thái Tổ vì ông vua này có một niên hiệu là Thuận Thiên. Bên Trung Quốc có Sử Tư Minh khi làm vua cũng có niên hiệu Thuận Thiên, nhưng ông này cho đúc tiền Thuận Thiên nguyên bảo đương bách. Sau này, Lý Thái Tổ cũng lấy niên hiệu Thuận Thiên, nhưng tiền đúc ra gọi là Thuận Thiên thông bảo hoặc Thuận Thiên nguyên bảo.
Đại Việt sử ký toàn thư cho thấy tiền đã được sử dụng và phát hành nhiều trong thời Lý Thái Tổ. Cả lương bổng lẫn tô thuế đều có thể trả bằng tiền.
Càn Phù nguyên bảo (1039-1041)

Càn Phù nguyên bảo

Sử liệu cũ của Việt Nam và kết quả khảo cổ đều không cho thấy có loại tiền này. Song, Lacroix và các tác giả Lịch sử phong kiến Việt Nam (tập I) đều cho là có và cũng do Lý Thái Tông phát hành.
Như vậy theo một số tài liệu, Việt Nam vào thời vua Lý Thái Tông đã đúc hai loại Minh Đạo thông bảo và Càn Phù nguyên bảo. Song, khảo cổ học Việt Nam chưa cho thấy cả hai loại tiền này.
Minh Đạo thông bảo (1042-1043)
Tương truyền là do Lý Thái Tông cho phát hành. Sử liệu Lịch triều hiến chương loại chí có ghi rằng vua Lý Thái Tông cho đúc tiền Minh Đạo, nhưng không ghi rõ có phải là Minh Đạo thông bảo hay không.
Thiên Phù nguyên bảo (1120-1127)
Được cho là do Lý Nhân Tông phát hành vì ông có hai niên hiệu có chữ Thiên Phù trong đó. Sử liệu cũ của Việt Nam không nhắc đến tiền này. Nhưng khảo cổ học cho thấy có tiền Thiên Phù thông bảo với đường kính chừng 20 mm với mặt trước có bốn chữ Thiên Phù nguyên bảo đọc theo vòng tròn, mặt sau để trơn, có lỗ, không có gờ. Đỗ Văn Ninh cho rằng kích thước đồng tiền này nhỏ hơn so với các đồng tiền thời trước là vì thời Lý Nhân Tông trị vì có nhiều chiến tranh, nên giành được ít đồng hơn cho việc đúc tiền.
Thiên Thuận thông bảo (1128-1132)
Đại Định thông bảo (1140-1162)
Thiên Cảm thông bảo (1174-1175)
Lacroix có nhắc đến tiền này và còn công bố hình thù đồng tiền. Ông cho rằng đây là tiền do Lý Anh Tông phát hành vì vua này có một niên hiệu trong đó có chữ Thiên Cảm. Tiền có gờ và mép rõ ràng. Khảo cổ học Việt Nam chưa tìm ra loại tiền này. Các vua Trung Quốc không có ai có niên hiệu có chữ Thiên Cảm.
Thiên Tư thông bảo (1186-1201)
Không thấy chính sử đề cập đến đồng tiền này. Lacroix đã từng công bố một mẫu tiền mà mặt trước có bốn chữ Thiên tư thông bảo, mặt sau để trơn. Lý Cao Tông có một niên hiệu trong đó có chữ Thiên Tư. Các vua Trung Quốc không ai có niên hiệu có chữ này.
Trị Bình thông bảo (1205-1210)
Trị Bình nguyên bảo (1205-1210)

### Tiền nhà Trần
Nguyên Phong thông bảo (1251-1258)
Khảo cổ học Việt Nam đã phát hiện ra tiền kim loại Nguyên Phong. Nhưng bên Trung Quốc cũng có loại tiền này, nên hiện chưa kết luận được thứ tìm thấy ở Việt Nam là do nước nào đúc. Nguyên Phong là niên hiệu thứ ba của vua Trần Thái Tông. Vào hai thời có niên hiệu trước, vua cũng cho phát hành tiền, nhưng sử liệu không nói và khảo cổ học không cho biết đó là tiền tên gì.
Khai Thái nguyên bảo (1324-1329)
Đỗ Văn Ninh có cho biết rằng Trần Huy Bá đã thấy tiền này ở Viện Bảo tàng Lịch sử Việt Nam năm 1960. Khai Thái là một niên hiệu của Trần Minh Tông. Các vua Trung Quốc không có niên hiệu nào như vậy.
Thiệu Phong bình bảo, Thiệu Phong nguyên bảo (1341-1357)
Sử liệu không ghi nhưng khảo cổ học Việt Nam lại phát hiện ra thứ tiền kim loại này và cho là do Trần Dụ Tông phát hành. Tiền có lỗ ở giữa và có gờ và mép không rõ. Mặt trước tiền ghi bốn chữ Thiệu Phong thông bảo. Mặt sau để trơn. Tiền nhỏ, mỏng, đường kính 21 mm.
Khảo cổ học còn tìm ra tiền Thiệu Phong thông bảo, hình thù như Thiệu Phong bình bảo và mặt sau cũng để trơn.
Đỗ Văn Ninh cho biết Trần Văn Bá đã thấy tiền Thiệu Phong nguyên bảo đường kính tới 40 mm và mặt sau có chữ Thập tam ở Viện Bảo tàng Lịch sử Việt Nam vào năm 1960.
Đại Trị thông bảo (1358-1369)
Cũng là tiền do Trần Dụ Tông phát hành. Đại Việt sử ký toàn thư có cho biết rằng vào năm 1360 đã đúc tiền này. Khảo cổ học cho biết tiền này có kích thước lớn hơn tiền Thiệu Phong một chút.

### Tiền nhà Hồ
Tiền giấy Thông Bảo hội sao (會鈔)
Năm 1396, 4 năm trước khi nhà Hồ thay thế nhà Trần làm vua Việt Nam, tiền giấy mang tên Thông Bảo hội sao được phát hành. Lúc đó đang là niên hiệu Quang Thái của vua Trần Thuận Tông, nhưng việc ban bố các chủ trương chính sách quan trọng của đất nước lại do Hồ Quý Ly nắm. Chủ trương phát hành tiền giấy này chính là của Hồ Quý Ly. Mục đích của ông là dùng tiền giấy để thay thế tiền kim loại, qua đó thu hồi kim loại về kho triều đình. Nhiều ý kiến thống nhất rằng, sự ra đời tiền giấy Thông Bảo hội sao không phản ánh trình độ phát triển của kinh tế tiền tệ ở Việt Nam đương thời.
Khảo cổ học Việt Nam chưa phát hiện ra di vật tiền giấy Thông Bảo hội sao, nhưng Đại Việt sử ký toàn thư nhắc đến rõ ràng đến tên loại tiền này.
Tiền Thông Bảo hội sao có bảy mệnh giá khác nhau, đó là: 10 văn (十文 thập văn), 30 văn (三十文 tam thập văn), 1 bách (一陌 nhất bách), 2 bách (二陌 nhị bách), 3 bách (三陌 tam bách), 5 tiền (五陌 ngũ bách), 1 mân (一緡 nhất mân). Không thấy Đại Việt sử ký toàn thư ghi lại tỷ lệ giữa các đơn vị văn, bách và mân của tiền Thông Bảo hội sao thế nào. Tiền kim loại đang lưu hành phải được đem đến đổi lấy tiền giấy theo tỷ lệ 1 cưỡng (繦, chưa rõ là bao nhiêu văn) đổi lấy 1 mân 2 bách tiền giấy.
Về hình thức, không rõ kích thước, hình dáng, màu sắc ra sao. Đại Việt sử ký toàn thư chỉ ghi sơ lược rằng tiền mệnh giá 10 văn có vẽ hình rong, mệnh giá 30 văn có vẽ hình sóng, mệnh giá 1 bách có vẽ mây, 2 bách có vẽ rùa, 3 bách có vẽ lân, 5 bách có vẽ phượng, và 1 mân có vẽ rồng.
Đại Việt sử ký toàn thư cũng ghi lại rằng tiền Thông Bảo hội sao không được nhân dân ưa dùng, chẳng qua vì luật quy định mà phải sử dụng.
Thánh Nguyên thông bảo (1400-1401)
Thời nhà Hồ, tuy phát hành tiền giấy Thông bảo hội sao và đổi thu hồi tiền kim loại về, song có thể Hồ Quý Ly cũng cho phát hành một lượng nhất định tiền kim loại mang niên hiệu Thánh Nguyên (1400-1401) của mình. Khảo cổ học đã phát hiện được ở Việt Nam nhiều đồng tiền kim loại Thánh Nguyên thông bảo. Theo Đỗ Văn Ninh, trong các vua Trung Quốc và Việt Nam, chỉ có Hồ Quý Ly có niên hiệu Thánh Nguyên.
Tiền kim loại Thánh Nguyên thông bảo có hình tròn, lỗ vuông, kích thước nhỏ (đường kính từ 19 đến 20 mm), mỏng. Mặt trước có bốn chữ Thánh Nguyên thông bảo đọc chéo từ trên xuống và từ phải qua trái, gờ viền mép và lỗ rõ ràng. Nhưng mặt sau lại để trơn và không có gờ và viền mép hay lỗ.
Một trong các mục đích phát hành tiền kim loại Thánh Nguyên thông bảo là để quảng bá niên hiệu Thánh Nguyên của vua mới.

### Tiền nhà Hậu Lê
Thuận Thiên thông bảo (1428-1433), Thuận Thiên nguyên bảo
Sau khi đánh bại hoàn toàn quân Minh xâm lược, chẳng cần đợi nhà Minh công nhận, ngày 15 tháng 4 năm 1428, Lê Lợi xưng vua và lấy niên hiệu là Thuận Thiên; một tháng sau thì cho đúc tiền kim loại Thuận Thiên thông bảo bằng đồng mà không tiếp tục chính sách sử dụng tiền giấy của nhà Hồ. Đó là theo Đại Việt sử ký toàn thư. Còn theo phát hiện của khảo cổ học, thì tên tiền kim loại đó có lẽ là Thuận Thiên nguyên bảo. Hiện các nhà nghiên cứu còn chưa có kết luận được là sử chép sai "nguyên" thành "thông" hay Lê Lợi cho đúc hai loại nhưng hiện mới chỉ phát hiện di chỉ loại Thuận Thiên nguyên bảo.
Thuận Thiên nguyên bảo có kích thước to hơn, dày hơn và được đánh giá là đẹp hơn các đồng tiền kim loại của các thời trước ở Việt Nam. Đường kính tiền là 25 mm, dày dặn. Mặt trước đúc nổi bốn chữ Hán là Thuận Thiên nguyên bảo với nét viết chân phương. Mặt sau không có chữ hay hình gì, viền mép và gờ viền lỗ rõ ràng và đều đặn.
Thuận Thiên thông bảo có ba đơn vị đếm là đồng, tiền và quan. Đại Việt sử ký toàn thư cho biết 1 tiền bằng 50 đồng.
Thiệu Bình thông bảo (1434-1439)
Đây là tiền kim loại do Lê Thái Tông cho đúc khi lên ngôi năm 1434 và đặt niên hiệu là Thiệu Bình (1434-1439). Về kiểu dáng, Thiệu Bình thông bảo căn bản giống Thuận Thiên nguyên bảo. Ban đầu, 1 tiền bằng 50 đồng như theo quy định của đời vua trước, nhưng từ năm 1439 thì định lại 1 tiền bằng 60 đồng.
Đại Bình thông bảo
Sử không nhắc đến tiền này, nhưng Lacroix công bố mẫu của nó và do vua Việt Nam và vua Trung Quốc không còn ai đặt niên hiệu là Đại Bình nữa, nên Đỗ Văn Ninh cho rằng đó là tiền do Lê Thái Tông cho đúc và đặt tên theo niên hiệu thứ hai của ông, Đại Bình (1440-1442). Như vậy, dưới triều vua Lê Thái Tông của Việt Nam đã lần lượt có hai tiền kim loại là Thiệu Bình thông bảo và Đại Bình thông bảo.
Thái Hòa thông bảo
Đây là tiền kim loại do Lê Nhân Tông cho đúc và đặt tên theo niên hiệu Thái Hòa (1443-1453) của mình. Kiểu dáng và kích thước tiền này giống tiền của các vua Lê đời trước. Tuy nhiên, Lacroix đã công bố một mẫu tiền Thái Hòa thông bảo có kích thước nhỏ và lưng tiền không có gờ viền. Ngoài ra, ông này còn công bố một mẫu tiền ghi là Đại Hòa thông bảo. Đỗ Văn Ninh cho rằng có thể viết là Đại song vẫn đọc là Thái.
Diên Ninh thông bảo
Tiền kim loại bằng đồng do Lê Nhân Tông cho đúc khi đổi niên hiệu thành Diên Ninh. Tiền này được khảo cổ học phát hiện nhiều. Kiểu dáng và kích thước to đẹp giống như tiền của các đời vua Lê trước.
Thiên Hưng thông bảo
Tiền kim loại do Lê Nghi Dân cho đúc và đặt tên theo niên hiệu Thiên Hưng của mình. Sử không nhắc đến việc ông vua này cho đúc tiền, song Lacroix có phát hiện và công bố. Lê Nghi Dân ở ngôi một năm, nên Thiên Hưng thông bảo có thể cũng chỉ được lưu hành không quá một năm.
Quang Thuận thông bảo
Là tiền do Lê Thánh Tông cho đúc. Di chỉ tiền này được phát hiện khá nhiều. Quang Thuận thông bảo được Phan Huy Chú trong Lịch triều hiến chương loại chí khen là đẹp vào loại nhất trong các tiền kim loại Việt Nam mà ông biết. Không rõ tiền được bắt đầu phát hành từ năm nào, song niên hiệu Quang Thuận của Lê Thánh Tông bắt đầu từ năm 1460, kết thúc vào năm 1469.
Hồng Đức thông bảo
Cũng là tiền do Lê Thánh Tông phát hành từ năm 1470 đến năm 1497 theo niên hiệu thứ hai của mình.
Cảnh Thống thông bảo
Cảnh Thống là niên hiệu duy nhất của Lê Hiến Tông kéo dài khoảng 6 năm. Sử không ghi về việc ông vua này cho đúc tiền, song khảo cổ học tìm ra nhiều di chỉ tiền Cảnh Thống thông bảo. Về kiểu dáng thì giống tiền của các vua Lê đời trước, song trọng lượng thì lớn hơn.
Đoan Khánh thông bảo
Đoan Khánh thông bảo là tiền kim loại do Lê Uy Mục cho đúc. Niên hiệu Đoan Khánh của ông vua này kéo dài từ năm 1505 đến năm 1509.
Hồng Thuận thông bảo
Đây là tiền kim loại do Lê Tương Dực (ở ngôi từ năm 1509 đến năm 1516 có một niên hiệu duy nhất là Hồng Thuận). Kích thước và kiểu dáng như các tiền trước đây của nhà Lê.
Quang Thiệu thông bảo
Đây là tiền do Lê Chiêu Tông cho đúc. Ông vua này chỉ có một niên hiệu là Quang Thiệu từ năm 1516 đến năm 1522. Hình thức cơ bản giống các tiền nhà Lê trước đó nhưng xấu hơn, kích thước bé hơn, nhẹ hơn.
Thống Nguyên thông bảo
Thống Nguyên thông bảo do Lê Cung Hoàng (lấy niên hiệu Thống Nguyên) phát hành. Tiền này đẹp hơn Quang Thiệu thông bảo nhưng vẫn chưa bằng được các tiền nhà Lê trước đó.
Nguyên Hòa thông bảo
Đây là tiền bằng đồng mang niên hiệu Nguyên Hòa (1533-1548) của Lê Trang Tông, vị vua đầu tiên của thời Lê Trung Hưng. Tiền này có kích thước nhỏ, được đúc cẩn thận. Mặt trước có chữ Nguyên Hòa thông bảo đọc chéo. Mặt sau có viền gờ mép và lỗ, song không có chữ hay hình gì. Nguyên Hòa thông bảo có nhiều loại, trong đó có loại chỉ có hai chữ Nguyên Hòa viết theo lối chữ triện và có loại thì lại có ba chữ Nguyên Hòa và bảo viết theo lối chữ triện.
Vĩnh Thọ thông bảo
Vĩnh Thọ là niên hiệu của Lê Thần Tông. Tiền Vĩnh Thọ thông bảo đúc bằng đồng, đường kính chừng 23 mm.
Vĩnh Trị nguyên bảo, Vĩnh Trị thông bảo
Là các tiền do Lê Hy Tông phát hành (thực tế có thể là do chúa Trịnh phát hành vì quyền hành mọi mặt trong thực tế thuộc về phủ chúa) mang niên hiệu đầu tiên của ông. Cả hai loại đều bằng đồng, đúc cẩn thận, đường kính chừng 23 mm.
Chính Hòa thông bảo
Tiền đặt theo niên hiệu thứ hai của Lê Hy Tông. Chữ "Chính" viết là正, dễ nhầm với Chính Hòa thông bảo của nhà Tống cũng thấy xuất hiện ở Việt Nam với chữ Chính viết là 政.
Tiền Cảnh Hưng
Tiền Cảnh Hưng có rất nhiều loại và đều bằng kim loại. Đỗ Văn Ninh đã đề cập đến 40 loại tiền Cảnh Hưng và nhà nghiên cứu này cũng cho biết có người đã liệt kê ra được đến 80 loại tiền Cảnh Hưng. Sở dĩ có nhiều loại như vậy là vì thời Cảnh Hưng (niên hiệu của Lê Hiển Tông), không chỉ chính quyền trung ương mà cả các chính quyền địa phương (ở các trấn) cũng tham gia đúc tiền, và có cả đúc trộm. Các tiền Cảnh Hưng không chỉ có kích thước khác nhau, chất lượng kim loại khác nhau mà cả các chữ ghi trên đó cũng khác nhau. Nguyên nhân khác nhau vừa là do những thay đổi trong thiết kế đồng tiền, vừa là đúc sai quy cách.
Khảo cổ học tìm ra rất nhiều di chỉ tiền Cảnh Hưng cho thấy thời này tiền được phát hành rất nhiều. Nguyên nhân của việc phát hành nhiều như vậy hiện chưa rõ. Đỗ Văn Ninh cho rằng:
- Thời này kinh tế khó khăn nên thuế má thu của dân không được mấy mà chính quyền lại có nhu cầu chi tiêu rất lớn cho ăn chơi (thời Lê Hiển Tông cũng là thời các chúa Trịnh Giang, Trịnh Doanh, Trịnh Sâm nổi tiếng về ăn chơi), cho đàn áp các cuộc khởi nghĩa (các khởi nghĩa của Nguyễn Hữu Cầu, Nguyễn Danh Phương, Lê Duy Mật, Hoàng Công Chất,...)... Chính quyền đã lợi dụng đặc quyền phát hành tiền để đúc tiền phục vụ nhu cầu tiêu dùng của mình. (Xem thêm bài thuộc chủ đề kinh tế học: Đặc lợi phát hành tiền.)
- Nhu cầu sử dụng tiền mặt lớn cùng với sự phát triển của nền kinh tế hàng hóa để buôn bán, đóng thuế, mua chức tước, biếu xén, hỏi vợ (Ca dao có câu: Mẹ em tham thúng xôi rền/Tham con lợn béo, tham tiền Cảnh Hưng),...
- Việc các trấn được phép đúc tiền đã đem lại cho họ mối lợi lớn. Nó khuyến khích họ phát hành tràn lan.

Dựa vào phát hiện khảo cổ học, tiền Cảnh Hưng chắc chắn có các loại sau: Cảnh Hưng thông bảo, Cảnh Hưng trung bảo, Cảnh Hưng chí bảo, Cảnh Hưng vĩnh bảo, Cảnh Hưng đại bảo, Cảnh Hưng thái bảo, Cảnh Hưng cự bảo, Cảnh Hưng trọng bảo, Cảnh Hưng tuyền bảo, Cảnh Hưng thuận bảo, Cảnh Hưng chính bảo, Cảnh Hưng nội bảo, Cảnh Hưng dụng bảo, Cảnh Hưng lai bảo, Cảnh Hưng thận bảo, Cảnh Hưng, Cảnh Hưng thọ trường.
Cảnh Hưng thông bảo là loại phổ biến nhất, nhưng loại này lại có nhiều loại phụ với thiết kế khác nhau và chữ ghi trên tiền ở mặt sau cũng khác nhau.
Chiêu Thống thông bảo
Chiêu Thống là niên hiệu duy nhất của Lê Mẫn Đế, ông vua nhà Hậu Lê ở ngôi 3 năm. Khảo cổ học cho thấy tiền kim loại Chiêu Thống thông bảo có nhiều loạt khác nhau. Thêm vào đó, mỗi loạt đều được đúc nhiều lần, mỗi lần kích thước lại khác nhau một chút. Chiếu Thống thông bảo được phát hành dưới thời Lê Mẫn Đế, nhưng ai phát hành thì không rõ vì có quá nhiều loạt và nhiều kích cỡ. Lưu ý là thời Lê Mẫn Đế (Chiêu Thống), lúc đầu thì có thế lực của nhà Trịnh (chúa Trịnh Bồng), lúc sau thì có thế lực của nhà Tây Sơn, trung ương cũng đã không kiểm soát được các địa phương.
Các loạt đều có bốn chữ Chiêu Thống thông bảo đúc nổi và được đọc chéo. Nhưng có một loạt thì chữ Thống viết là 綂, các loạt khác chữ Thống đều viết là 統. Không rõ loạt chữ Thống viết là 綂 có phải là tiền do chính quyền đúc hay không.
Loạt có chữ Thống viết là 綂 thì mặt sau để trơn, chỉ có viền gờ mép và lỗ. Các loạt khác, loạt thì mặt sau có chữ Nhất (-) phía trên lỗ vuông, loạt thì có một nét sổ dọc trên lỗ, loạt thì có một vành trăng khuyết bên phải và một chấm tròn bên trái lô, loạt thì có hình bốn vành trăng khuyết xếp vòng tròn quanh lỗ, loạt thì có chữ Chính (正) hoặc chữ Chính và cả một chấm tròn, lại có loạt thì có một chữ Sơn (山), loạt lại có hai chữ Sơn Nam, loạt thì có một chữ Trung (中), và có cả loạt có chữ Đại (大). Theo Đỗ Văn Ninh, thì chữ Chính chỉ kinh thành, chữ Sơn chỉ Sơn Tây, chữ Trung chỉ Trung đô phủ, chữ Đại chỉ Thanh Hóa.

### Tiềnnhà Mạc
Minh Đức thông bảo, Minh Đức nguyên bảo
Đây là các tiền kim loại do Mạc Thái Tổ phát hành. Đại Việt sử ký toàn thư có nhắc đến việc này.
Minh Đức thông bảo có hai loạt. Loạt thứ nhất bằng đồng được bắt đầu đúc từ năm 1528. Mặt trước có bốn chữ Minh Đức thông bảo đúc nổi đọc chéo. Mặt sau có hai chữ Vạn Tuệ đúc nổi. Loạt này có kích thước lớn, đường kính từ 23 đến 24,5 mm, dày dặn.
Loạt thứ hai đúc bằng kẽm. Kích thước vẫn như loạt trước. Mặt sau không còn chữ vạn tuế mà thay vào đó là một vành khuyết nổi ở bên phải và một chấm tròn ở bên trái.
Minh Đức nguyên bảo làm bằng sắt. Sách sử Việt Nam không nhắc đến tiền này, nhưng Đại Việt sử ký toàn thư cho biết Mạc Đăng Dung có cho pha kẽm vào khi đúc tiền rồi sau lại cho đúc tiền bằng sắt. Khảo cổ học Việt Nam không phát hiện ra di vật, song Lacroix có công bố một mẫu vật tiền này, mặt trước có bốn chữ Minh Đức nguyên bảo đọc vòng tròn, mặt sau không có chữ hay hình gì.
Đại Chính thông bảo
Các sử liệu cũ của Việt Nam không đề cập đến việc Mạc Thái Tông phát hành tiền. Tuy nhiên khảo cổ học đã phát hiện ra loại tiền kim loại bằng đồng mang niên hiệu Đại Chính của ông. Mặt trước tiền nổi bốn chữ Đại Chính thông bảo đọc chéo. Mặt sau để trơn. Tiền đúc không đẹp, đường kính khoảng 22 mm.
Quảng Hòa thông bảo
Mạc Phúc Hải làm vua từ năm 1541 đến năm 1546 và chỉ có một niên hiệu là Quảng Hòa. Sử liệu không ghi vị vua nhà Mạc này có cho đúc tiền hay không, song khảo cổ học phát hiện ra di vật tiền Quảng Hòa thông bảo. Tiền này có hơn một loạt nhưng đều đúc bằng đồng và bốn chữ Quảng Hòa thông bảo đọc chéo ở mặt trước, mặt sau để trơn. Có loạt thì các chữ này được viết chân phương. Có loạt thì những chữ này lại được viết theo lối chữ triện.
Vĩnh Định thông bảo, Vĩnh Định chí bảo
Vĩnh Định là niên hiệu đầu tiên trong ba niện hiệu của Mạc Phúc Nguyên, bắt đầu từ năm 1547. Khảo cổ học đã tìm thấy tiền Vĩnh Định thông bảo đúc bằng đồng có đường kính chừng 21,5 mm. Mặt trước có bốn chữ Vĩnh Định thông bảo viết chéo. Mặt sau để trơn, nhưng gờ mép và gờ lỗ có viền nổi.
Ngoài ra còn có tiền Vĩnh Định chí bảo có kiểu dáng như Vĩnh Định thông bảo, khác ở chỗ chữ chí viết theo lối chữ thảo và mặt sau không có viền gờ mép và lỗ.
Càn Thống nguyên bảo
Đây là tiền kim loại do Mạc Kính Cung phát hành. Ông này làm vua nhưng đóng ở vùng miền núi Đông Bắc. Khảo cổ học đã phát hiện ra loại tiền này.
An Pháp nguyên bảo
An Pháp nguyên bảo là tiền kim loại kích thước nhỏ mà khảo cổ học tìm thấy nhiều. Lê Quý Đôn qua Phủ biên tạp lục cho biết đây là tiền do nhà Mạc phát hành, nhưng không nói cụ thể bởi vị vua nào của nhà Mạc.

### Tiền nhà Tây Sơn
Thái Đức thông bảo
Tiền do vua Thái Đức Nguyễn Nhạc phát hành và lưu thông trong các vùng lãnh thổ do nhà Tây Sơn kiểm soát. Tiền này được đúc từ đồng. Tiền không dày, nhưng đúc cẩn thận, chữ và dấu hiệu dễ đọc. Đường kính tiền tùy loại từ 22,5 mm đến 24 mm. Mặt trước có bốn chữ Thái Đức thông bảo đọc chéo. Mặt sau thì mỗi loạt một khác, thường thì có các ký hiệu như chấm nổi tròn, hình Mặt Trăng lưỡi liềm. Có một loạt ở mặt sau có hai chữ Vạn Thọ.
Quang Trung thông bảo, Quang Trung đại bảo

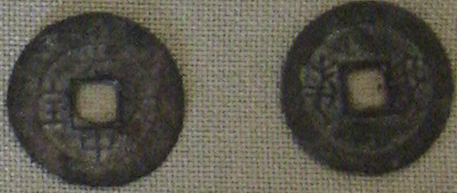
Quang Trung đại bảo

Quang Trung thông bảo

Khi Quang Trung lên ngôi, Việt Nam cơ bản đã được thống nhất, vì thế tiền do Quang Trung phát hành sẽ được lưu thông gần như khắp cả nước. Và trong thực tế, khảo cổ học tìm thấy rất nhiều tiền Quang Trung khắp nơi, đặc biệt nhiều từ đèo Hải Vân ra Bắc. Quang Trung đã cho phát hành hai loại tiền mang niên hiệu của ông, đó là Quang Trung thông bảo và Quang Trung đại bảo.
Quang Trung thông bảo được đúc nhiều đợt và kỹ thuật của thời đó đã khiến cho mỗi đợt đúc tiền lại có một chút khác nhau. Tiền này được đúc từ đồng, có kích thước từ 23 đến 26 mm. Mặt trước tiền có bốn chữ Quang Trung thông bảo đọc chéo. Có một loạt chữ bảo lại viết theo lối giản thể. Mặt sau thì có thể để trống hoặc có một trong các chữ nhất, nhị, công, chính, sơn nam hoặc các ký hiệu như dấu chấm, trăng lưỡi liềm, v.v... Viền gờ mép và lỗ rõ ràng.
Có một số di vật tiền Quang Trung thông bảo được phát hiện mà ở đó người ta thấy mặt sau của tiền cũng giống mặt trước. Đỗ Văn Ninh cho rằng đó là do thợ đúc tiền ráp nhầm hai mặt của khuôn đúc.
Quang Trung đại bảo có chữ bảo viết theo lối giản thể. Mặt sau để trống.

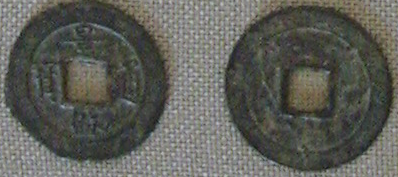
Cảnh Thịnh thông bảo
Cảnh Thịnh thông bảo có loại nhỏ và loại lớn. Đây là tiền mang niên hiệu đầu tiên của Nguyễn Quang Toản, vị vua cuối cùng của nhà Tây Sơn.
Về kiểu dáng và thiết kế thì Cảnh Thịnh thông bảo loại nhỏ không khác gì tiền Quang Trung thông bảo, nhưng chất lượng đúc có phần tốt hơn. Cảnh Thịnh thông bảo cũng có loạt mặt sau giống mặt trước như một loạt của Quang Trung thông bảo. Ngoài ra lại còn có một loạt tiền mà một mặt là Cảnh Thịnh thông bảo và một mặt là Quang Trung thông bảo.
Cảnh Thịnh thông bảo loại lớn được đúc cẩn thận, thiết kế cầu kỳ, đường kính tới 48 mm, dày tới 5 mm. Viền gờ mép ở hai mặt là một vành văn triện hình chữ T, viền gờ lỗ ở hai mặt là hai hình vuông lồng vào nhau. Mặt trước tiền có bốn chữ Cảnh Thịnh thông bảo đọc chéo. Mặt sau có hình rồng, mây ở phía trên lỗ, lại có hình cá chép và hình sóng nước ở phía dưới lỗ. Đỗ Văn Ninh cho rằng tiền này hoa văn giống với tiền Cảnh Hưng nên có thể là theo mẫu tiền Cảnh Hưng mà làm.

### Tiền nhà Nguyễn

##### Gia Long thông bảo

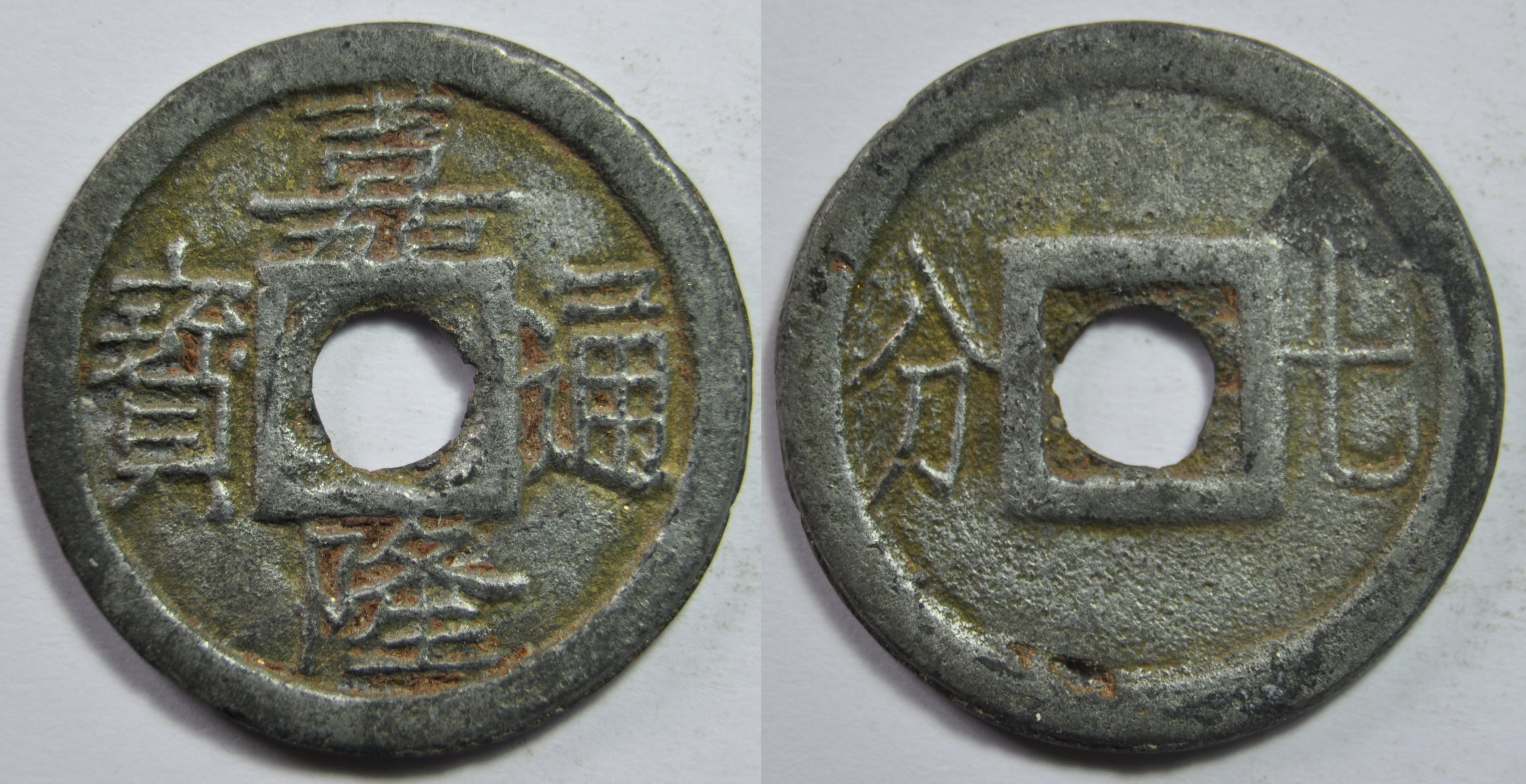
Tiền Gia Long Thông Bảo.

Năm 1802, Nguyễn Ánh lên ngôi, đặt niên hiệu là Gia Long. Sách Đại Nam thực lục chính biên cho biết vào năm 1803, Nguyễn Ánh cho đúc tiền Gia Long thông bảo bằng đồng. Khảo cổ học đã phát hiện ra nhiều di chỉ tiền này. Tiền được đúc nhiều lần và không phải chỉ ở một nơi. Thứ lớn nhất thì có đường kính chừng 26 mm, thứ nhỏ nhất thì có đường kính chừng 20 mm. Mặt trước bốn chữ Gia Long thông bảo đọc chéo. Mặt sau để trơn.
Năm 1813, vua Gia Long cho đúc tiền Gia Long thông bảo thất phân. Theo Đại Nam thực lục chính biên thì tiền này bằng kẽm, song khảo cổ học phát hiện ra cả tiền mang tên này nhưng bằng đồng. Tiền kẽm Gia Long thông bảo thất phân và tiền đồng Gia Long thông bảo có thể đổi qua lại theo tỷ lệ 1,25:1. Gia Long thông bảo thất phân có đường kính trung bình 22 mm và trong thực tế có nhiều kích cỡ. Theo quy định thì tiền nặng bảy phân, nhưng không phải mọi mẫu vật phát hiện ra đều nặng đúng như thế. Mặt trước giống Gia Long thông bảo, nhưng mặt sau thì có hai chữ thất phân ở hai bên lỗ tiền.
Năm 1814, vua Gia Long lại cho đúc tiền Gia Long thông bảo lục phân nặng sáu phân. Thư tịch cho biết rõ hợp kim đúc tiền này có các thành phần sau đồng đỏ, kẽm, chì, thiếc (tỷ lệ là 500:415:65:20). Tiền được đúc nhiều lần và có đường kính xê xích khoảng 21,5 mm đến 22,5 mm. Mặt trước giống Gia Long thông bảo, nhưng mặt sau thì có hai chữ lục phân ở hai bên lỗ tiền.

##### Minh Mạng thông bảo
Minh Mạng thông bảo là tiền do vua Minh Mạng phát hành. Mặt trước có bốn chữ Minh Mạng thông bảo, mặt sau để trống.
Tiền này có nhiều loạt. Loạt đúc sớm nhất là vào năm 1820 theo quy định nặng 6 phân bằng đồng và bằng kẽm. Loại bằng đồng thực ra cũng chỉ có khoảng một nửa nguyên liệu đồng còn lại là kẽm và cả lượng nhỏ thiếc và chỉ dùng đến năm 1825 thì bị bãi bỏ.

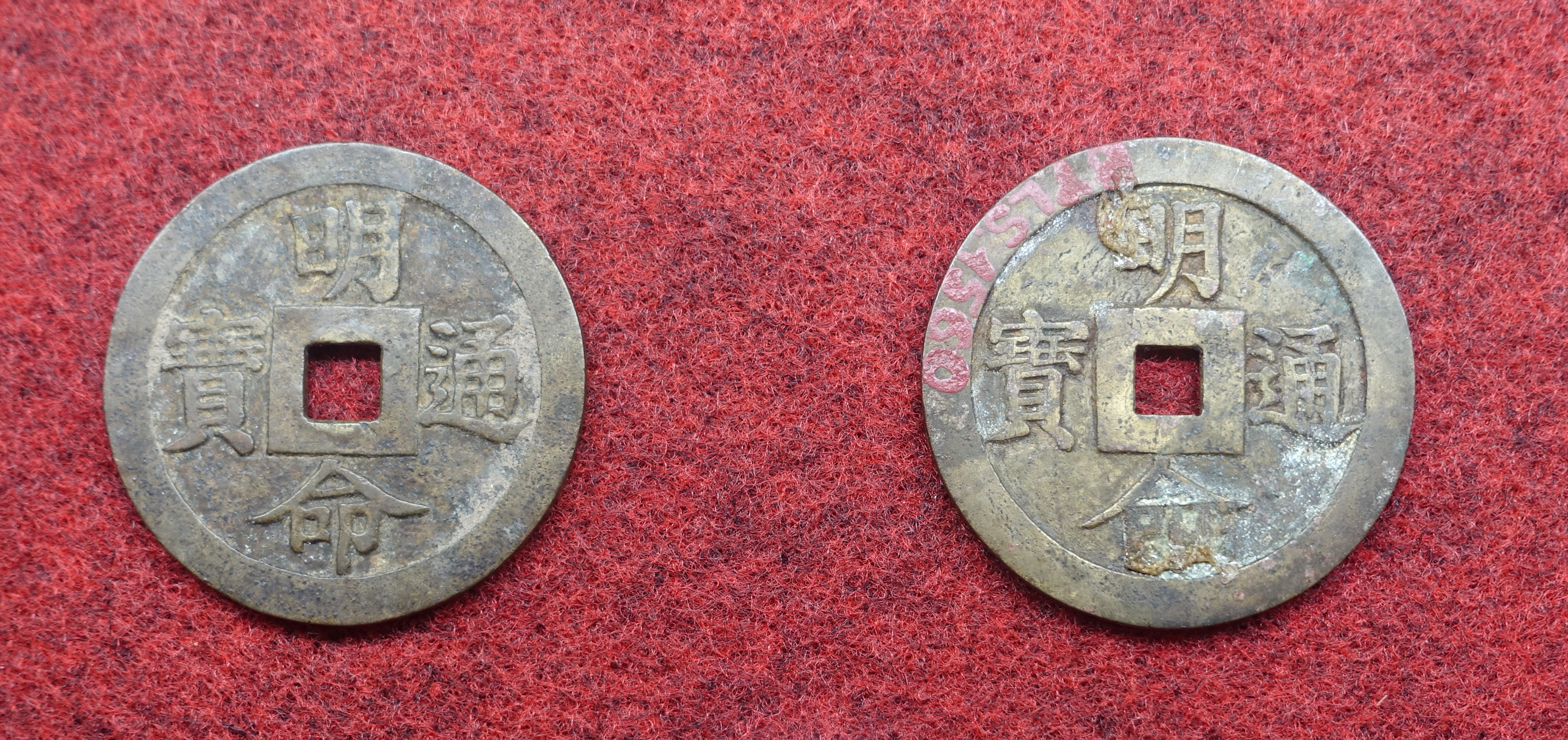
Tiền Minh Mạng thông bảo.

Loạt thứ hai có kích thước lớn từ 22 đến 25 mm, được phát hành từ năm 1820. Nguyên liệu là hợp kim đồng, kẽm và thiếc.
Loạt thứ ba có đường kính khoảng 22 mm, nặng 9 phân, bằng hợp kim đồng kẽm, được phát hành từ năm 1825.
Loạt thứ tư có đường kính 25 mm, nặng 1 đồng cân, được phát hành từ năm 1827.

##### Thiệu Trị thông bảo
Tiền mang niên hiệu của vua Thiệu Trị có loại nặng 6 phân và loại nặng 9 phân đều bằng hợp kim đồng pha kẽm. Còn có cả loại nặng 6 phân bằng toàn kẽm. Các loại này ở mặt trước có bốn chữ Thiệu Trị thông bảo đọc chéo, mặt sau để trống.

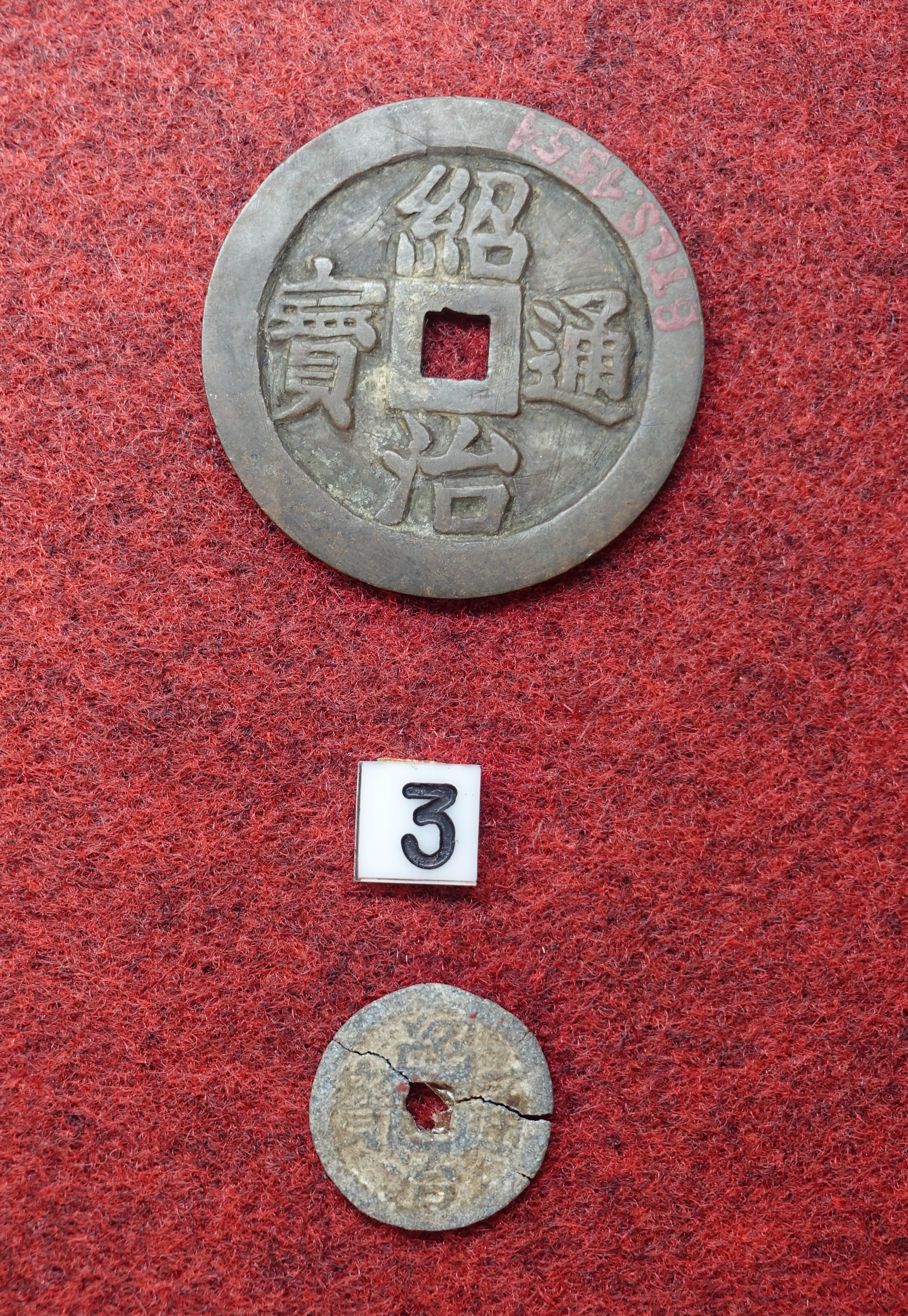
Thiệu Trị thông bảo.

##### Tự Đức thông bảo

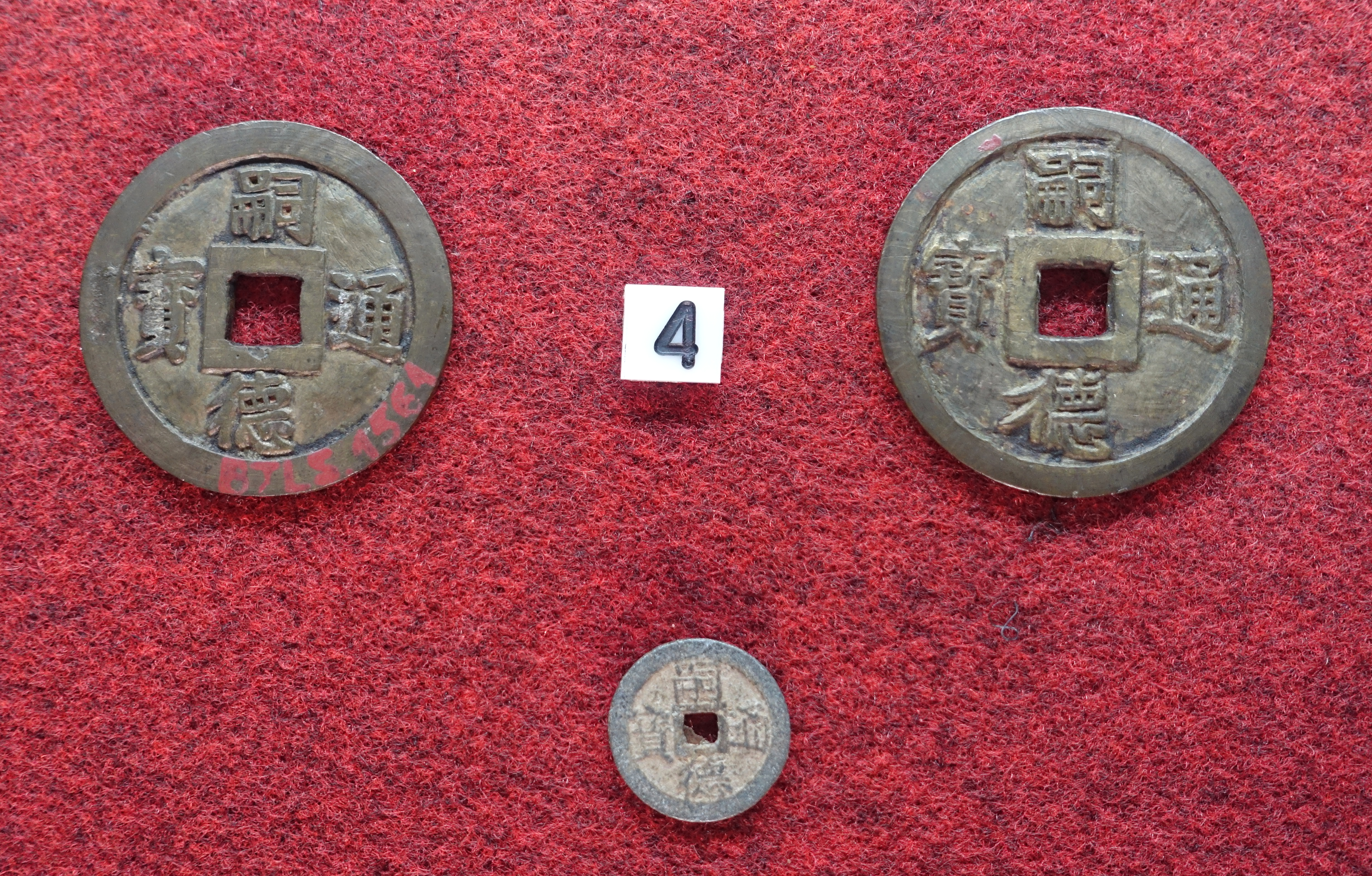
Tự Đức thông bảo.

Tự Đức thông bảo có mấy loạt bằng đồng và cả bằng kẽm, đường kính từ 20 mm đến 25 mm. Nhìn chung các loạt đều có mặt trước giống nhau: bốn chữ Tự Đức thông bảo đọc chéo, có viền gờ mép và lỗ. Mặt sau thì mỗi loạt một khác. Có loạt để trống, có loạt thì có chữ "lục văn", có loạt có chữ "Hà Nội", có loạt lại có chữ "Sơn Tây" và có loạt thì có chữ "Bắc Ninh". Tiền này nhiều khi được giao cho các lò đúc tiền tư nhân của người Hoa và người Việt giàu có đúc. Đại Nam thực lục chính biên cho biết có tiền này khi đúc bị pha thêm sắt vào.
Tự Đức bảo sao
Tự Đức bảo sao là tiền thời vua Tự Đức, được đúc từ năm 1861 có các mệnh giá 10 đồng, 20 đồng, 30 đồng, 40 đồng, 50 đồng và 60 đồng. Tiền đúc bằng đồng. Mặt trước có bốn chữ Tự Đức bảo sao đọc chéo. Mặt sau thì mỗi mệnh giá thiết kế một khác. Đường kính tiền cũng khác nhau giữa các mệnh giá.
- Mệnh giá 10 đồng thì mặt sau có chữ "chuẩn thập văn" hoặc "chuẩn nhất thập văn", đường kính 26 mm, nặng 6 gam;
- Mệnh giá 20 đồng thì mặt sau có chữ "chuẩn nhị thập văn", đường kính 30 mm, nặng 12 gam;
- Mệnh giá 30 đồng thì mặt sau có chữ "chuẩn tam thập văn", đường kính 35 mm, nặng 16,4 gam;
- Mệnh giá 40 đồng thì mặt sau có chữ "chuẩn tứ thập văn", đường kính 37 mm, nặng 22,2 gam;
- Mệnh giá 50 đồng thì mặt sau có chữ "chuẩn ngũ thập văn", đường kính 41,5 mm, nặng 27,2 gam;
- Mệnh giá 60 đồng thì mặt sau có chữ "chuẩn lục thập văn", đường kính 46 mm, nặng 38,2 gam.

##### Kiến Phúc thông bảo
Tiền mang niên hiệu của vua Kiến Phúc được đúc nhiều đợt từ năm 1884 và ở nhiều nơi vì vậy mỗi loạt khác nhau một chút. Nhìn chung, tiền có đường kính 23 mm. Mặt trước có bốn chữ Kiến Phúc thông bảo, mặt sau để trống. Thời này, quân Pháp đang đánh chiếm Việt Nam, triều chính cũng mất ổn định, ngôi vua thay đổi mấy lần nên sự quan tâm tới kinh tế không nhiều, tiền được đúc với số lượng ít. Khảo cổ học chỉ phát hiện được ít tiền này. Tiền đúc ra chỉ để khẳng định niên hiệu của vua mới chứ tác dụng cho lưu thông không nhiều vì số lượng quá ít.

##### Hàm Nghi thông bảo
Tiền này chính thức chỉ đúc với số lượng rất ít, nhưng tiền Hàm Nghi thông bảo giả rất nhiều. Theo Đỗ Văn Ninh thì có cả tiền Hàm Nghi thông bảo đúc giả thời chiến tranh Việt Nam mà lính Mỹ tưởng là tiền cổ thật nên mua mang về sưu tập. Hàm Nghi thông bảo thật có đường kính 23 mm, mặt trước có bốn chữ Hàm Nghi thông bảo đọc chéo, mặt sau có hai chữ "Lục văn".

##### Đồng Khánh thông bảo
Tiền được đúc với số lượng ít. Năm 1886, triều đình cho đúc một loạt có đường kính 26 mm. Năm 1887 cho đúc một loạt nữa có đường kính 23 mm. Cả hai loạt ở mặt trước đều có chữ Đồng Khánh thông bảo, mặt sau để trống.

##### Thành Thái thông bảo
Tiền kim loại được đúc vào các năm 1889-1890 với số lượng ít. Mặt trước có bốn chữ Thành Thái thông bảo đọc chéo. Mặt sau để trống. Đường kính tiền khoảng 23 mm.
Năm 1893-1890, triều đình lại cho đúc tiền Thái Bình thông bảo mới mà mặt sau có chữ thập văn. Tiền này đường kính chừng 26 mm.

##### Duy Tân thông bảo
Tiền Duy Tân thông bảo có hai loạt, một loạt có đường kính chừng 26 mm đúc ở Thanh Hóa, một loạt khác nhỏ hơn. Loạt lớn thì mặt sau có chữ "Thập văn", loạt nhỏ thì mặt sau để trống. Mặt trước cả hai loạt đều có chữ Duy Tân thông bảo đọc chéo.
|  |

##### Khải Định thông bảo
Tiền Khải Định thông bảo có bốn loạt đúc ở bốn nơi là Huế, Hải Phòng, Hà Nội và ở Pháp. Loại đúc ở Huế lưu thông ở Trung Kỳ, loại đúc ở Hà Nội và Hải Phòng thì để lưu thông ở Bắc Kỳ. Cả ba loạt này đều bằng kẽm. Riêng loạt đúc ở Pháp thì bằng đồng và chỉ để lưu thông ở Nam Kỳ.
Lưu ý là từ thời này, thực dân Pháp đã phát hành tiền Đông Dương gồm các loại tiền giấy và tiền kim loại với nhiều mệnh giá được lưu thông rộng rãi hơn tiền do triều đình phát hành rất nhiều.
|  |  |

##### Bảo Đại thông bảo
Tiền Bảo Đại thông bảo bằng đồng nhưng không đúc mà dập lá đồng bằng máy. Kích thước tiền nhỏ và mỏng. Người dân không coi trọng giá trị tiền này.
|  |  |

### Một số tiền cổ khác
Trần Tân công bảo
Tiền được khảo cổ học phát hiện ra, song hiện giờ các nhà nghiên cứu chưa khẳng định được là do ai phát hành. Lacroix cho là do Trần Tuân, người đã nổi loạn ở Sơn Tây thời Lê Tương Dực phát hành.
Thiên Ứng thông bảo
Được cho là tiền do Trần Cảo phát hành khi nổi dậy chống nhà Lê và tự xưng vương đặt niên hiệu là Thiên Ứng. Tiền này đã được khảo cổ học phát hiện và ngoài Trần Cảo không còn ai ở Việt Nam hay Trung Quốc đặt niên hiệu là Thiên Ứng.

Thái Bình thông bảo
Thái Bình thông bảo nguyên do nhà Mạc phát hành, song các chúa Nguyễn ở Đàng Trong thời đầu cũng cho đúc tiền phỏng theo mẫu của nhà Mạc. Khảo cổ học tìm thấy nhiều di chỉ tiền kim loại Thái Bình thông bảo, nhưng khó phân biệt được đâu là tiền do nhà Mạc đúc và đâu là tiền do các chúa Nguyễn đúc nếu không dựa vào niên đại của nơi đồng tiền được phát hiện.
Thái Bình thông bảo bằng đồng, có kích thước nhỏ, đường kính từ 18–20 mm, mỏng. Mặt trước có bốn chữ Thái Bình thông bảo đọc chéo. Mặt sau có thể để trơn, hoặc có thể có một hoặc hai chấm nổi.
Thiên Minh thông bảo
Tiền kim loại do chúa Nguyễn Phúc Khoát phát hành. Hiện không rõ kim loại hay hợp kim gì được dùng để đúc. Theo Đại Nam thực lục tiền biên thì Nguyễn Phúc Khoát cho mua "kẽm trắng" của Hà Lan về để đúc tiền, sau đó lại cho pha thêm "kẽm xanh" vào. Tiền này có thể nấu chảy không khó, nhưng cứng. Đàng trong thời Nguyễn Phúc Khoát cũng cho phép các xưởng đúc địa phương hoạt động và các xưởng này nhiều khi pha cả chì vào khi đúc tiền.
Tiền này mặt trước có bốn chữ Thiên Minh thông bảo đọc chéo. Mặt sau để trơn. Tiền do chúa đúc thì có đường kính 23 mm và được đúc cẩn thận. Tiền do địa phương đúc nhiều khi có kích thước nhỏ hơn, mỏng hơn.
Gia Hưng thông bảo
Đại Nam thực lục chính biên cho biết vào khoảng năm 1796, Nguyễn Ánh cho đúc tiền Gia Hưng thông bảo. Năm này, Nguyễn Ánh vẫn chưa đánh bại được nhà Tây Sơn. Khảo cổ học chưa tìm ra loại tiền này.

### Tiền do Pháp phát hành
Đồng Đông Dương (tiếng Pháp: piastre) đơn vị tiền tệ người Pháp cho phát hành và lưu thông tại Đông Dương thuộc Pháp trong thời gian từ năm 1885 đến năm 1954.
|  |  |  |  |  |  |

|  |  |  |  |  |  |

## Bạc nén và vàng nén

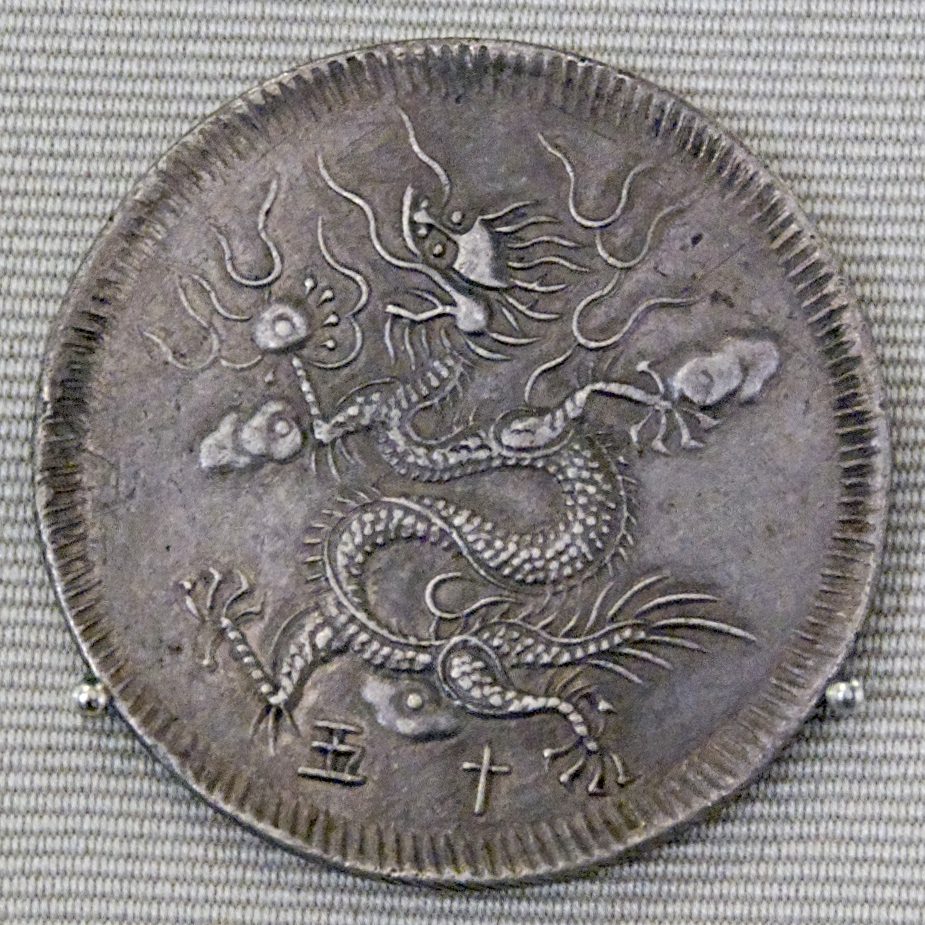
Đồng Phi Long thời Minh Mạng
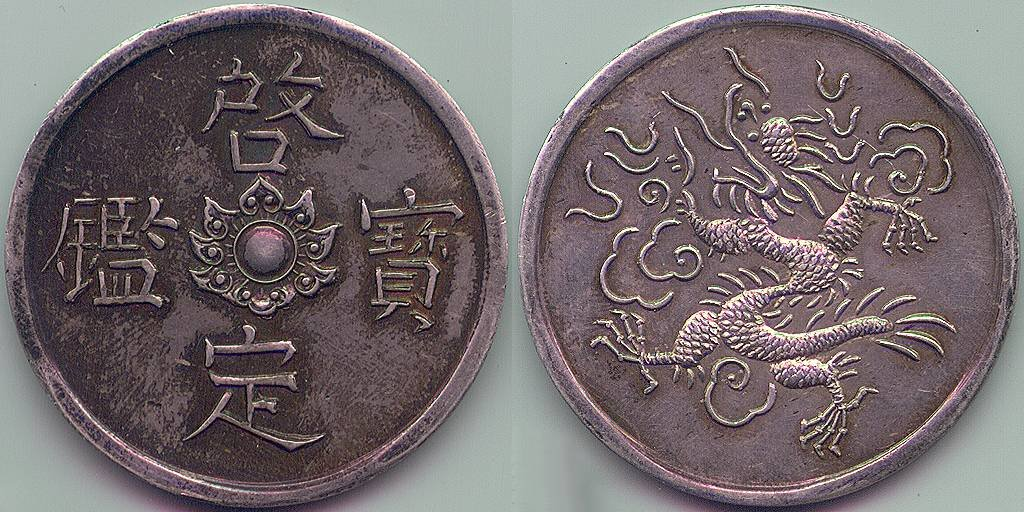
Đồng Phi Long thời Khải Định
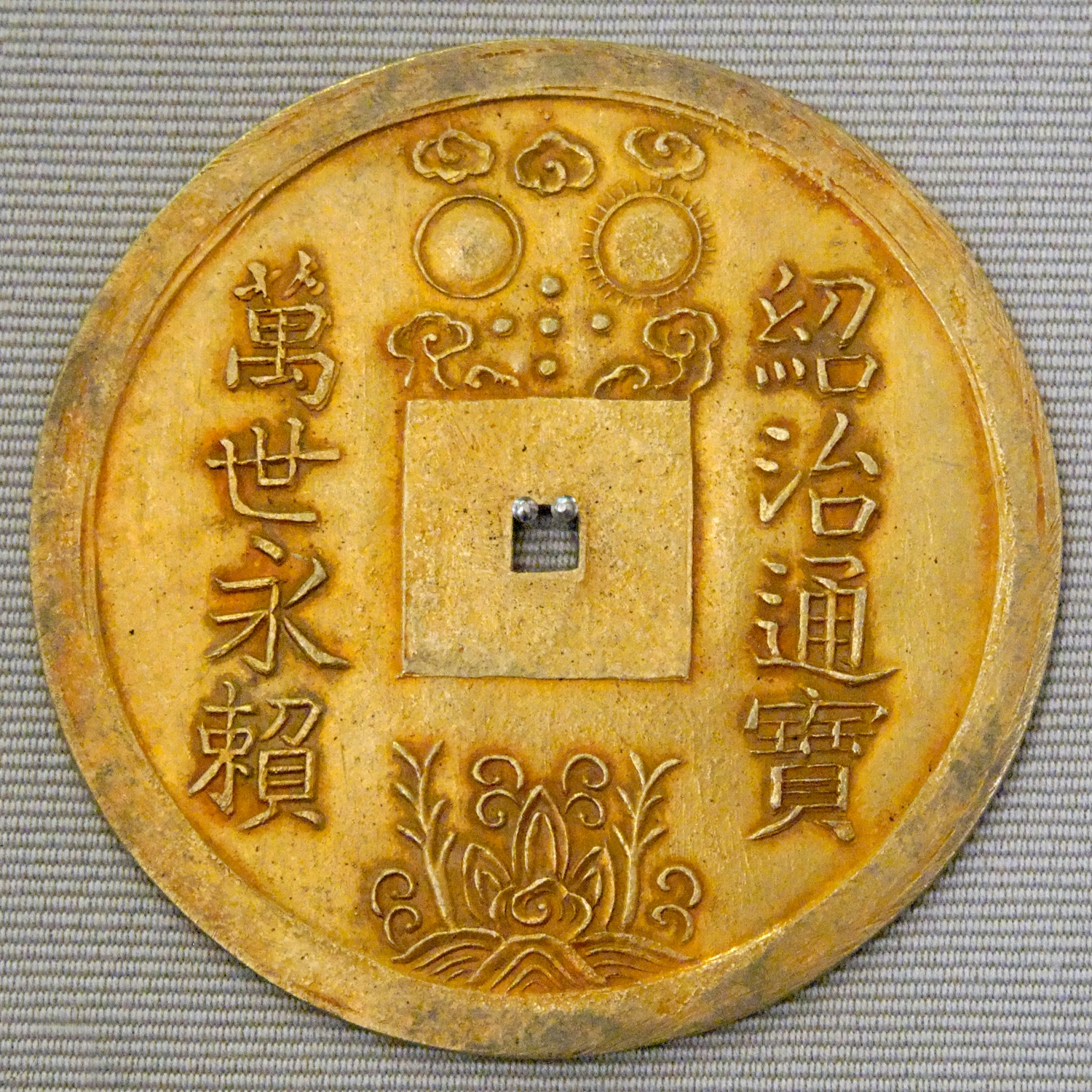
Tiền vàng nén một lạng vàng thời Thiệu Trị
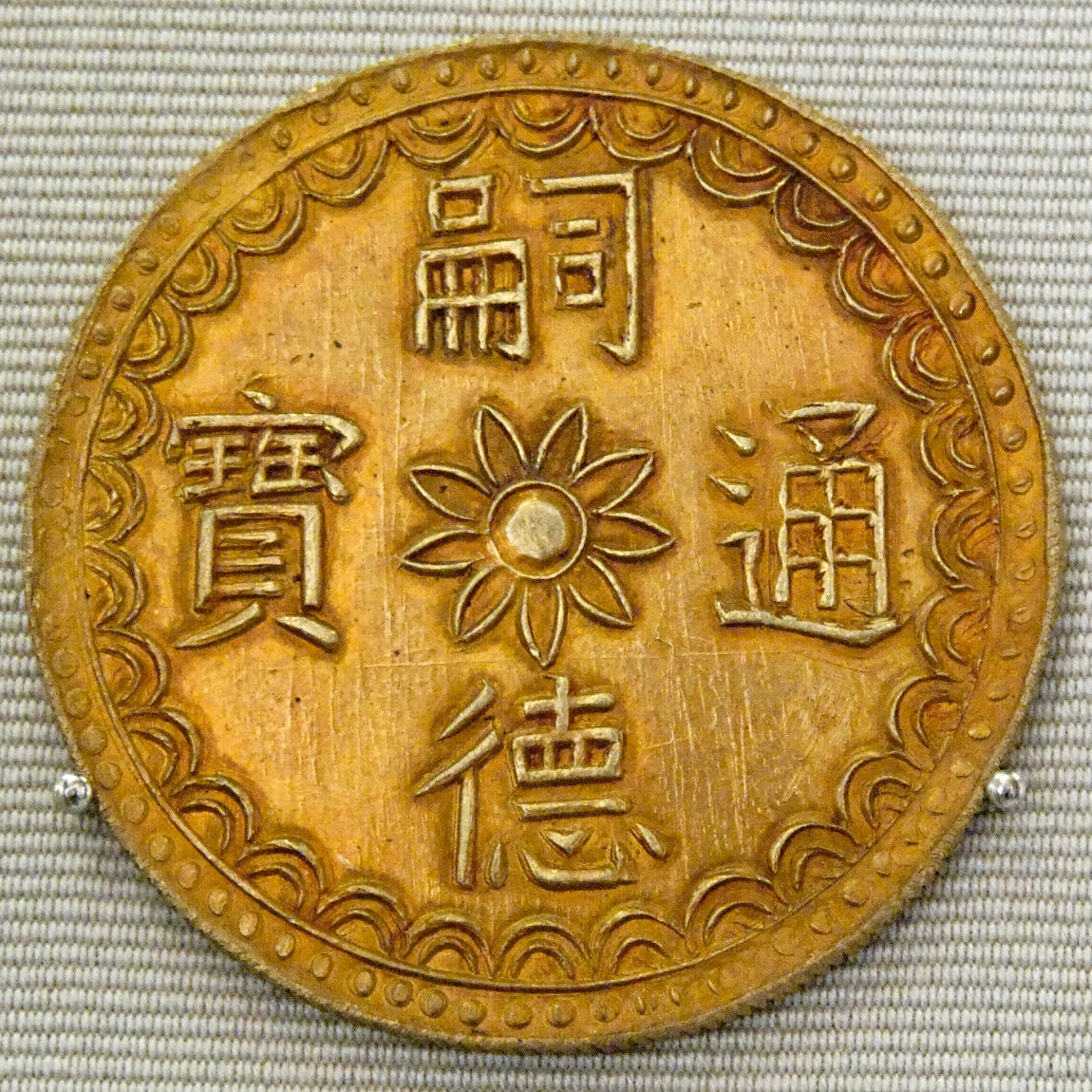
Tiền vàng nén 1 lạng vàng thời Tự Đức

## Tiền lưu niệm
Lần lượt vào năm 2001 và năm 2016, ngân hàng nhà nước Việt Nam đã phát hành tiền lưu niệm 50 đồng và 100 đồng nhân dịp 50 năm và 65 năm thành lập ngân hàng nhà nước Việt Nam; với giá bán 20000-25000 đồng cho 100 đồng lưu niệm. Mặt sau là ảnh Ngân hàng nhà nước Việt Nam.